# Neunkirchen (Saar) Hauptbahnhof
Der Bahnhof Neunkirchen (Saar) Hbf ist der Hauptbahnhof der Kreisstadt Neunkirchen (Saar) im Saarland. Hier kreuzen sich die Bahnstrecken Saarbrücken–Bingen und Homburg–Illingen.

## Geschichte
Im Juli 1850 wurde im Verlauf des Baus der „Saarbrücker Bahn“ von Bexbach nach Saarbrücken mit dem Bau des ersten Neunkircher Bahnhofs begonnen. Am 15. November 1850 wurde die Eisenbahnstation für den Güterverkehr der Pfälzischen Ludwigsbahn eröffnet. Die ersten Personenzüge verkehrten ab April 1851 täglich von Ludwigshafen. Der Bahnhof selbst wurde am 15. oder 16. November 1852 feierlich eröffnet. An diesem Tag wurde die Strecke Neunkirchen–Saarbrücken eingeweiht. Acht Jahre später, am 25. Mai 1860, wurde mit der Inbetriebnahme der von Anfang an zweigleisigen Rhein-Nahebahn ein neues Empfangsgebäude, der so genannte „Nahebahnhof“, in der heutigen Lage fertig gestellt. Der alte, von 1850 stammende Bahnhof, wurde in der Folge vollständig abgerissen.
Bereits am 7. September 1850 konnte über die Stichstrecke von Heinitz der erste Kohlenzug über Neunkirchen abgefahren werden. 1872 folgte die Bahnstrecke zur Grube König. Am 15. Oktober 1879 wurde die eingleisige Primstalbahn nach Wemmetsweiler in Betrieb genommen, die 1891 auf zwei Gleise ausgebaut wurde.
Zwischen 1910 und 1922 wurde die Bahnhofsanlage umgebaut. 1912 entstand im Bereich Schlawerie und Sinnerthal eine neue Rangieranlage. Im Dezember 1914 waren die Unterführungen und die sechs Bahnsteige fertig. Durch den Kriegsausbruch am 1. August 1914 verzögerte sich der Neubau des Bahnhofsgebäudes erheblich. Erst 1923 wurde das Gebäude fertig, das damals als „schönster Bahnhof der Eisenbahndirektion des Saarlandes“ galt. 1937 lag der tägliche Wagenumschlag bei über 3000 Wagen. Es gab zur gleichen Zeit 17 Gleisanschlüsse.
Am 27. Mai 1944 wurden der Bahnhof und sein Empfangsgebäude durch einen Luftangriff schwer beschädigt. Nur der rechte Pavillon blieb weitestgehend unbeschädigt. Am 21. März 1945 wurde Neunkirchen von amerikanischen Truppen erreicht. Der Wiederaufbau begann und der Bahnverkehr wurde wieder aufgenommen. Am 31. Mai 1945 verkehrten zwischen Neunkirchen und Türkismühle die ersten planmäßigen Personenzüge. Da die Strecke zwischen Saarbrücken und Homburg sehr stark zerstört war, wurde die weniger in Mitleidenschaft gezogenen Strecken von Saarbrücken nach Neunkirchen (Sulzbach- und Fischbachtalstrecke) instand gesetzt und vom 25. Juni 1945 an wieder befahren. Weitere Strecken waren Neunkirchen–Homburg (ohne Homburg Hauptbahnhof) sowie Neunkirchen–Bad Kreuznach.
Erst Ende 1947 wurde auch der stark zerstörte Neunkircher Bahnhof wieder aufgebaut. Dabei wurde der linke Trakt neu errichtet und das Dach komplett erneuert. Die vorher getrennt verlaufenden Gebäude Empfangshalle und Pavillon wurden nun über ein Walmdach miteinander verbunden zu einem Baukörper. In den folgenden Jahren wurden nur noch leichte architektonische Veränderungen am Außenbau und in der inneren Raumgestaltung vorgenommen. Ansonsten ist der Bau in dieser Form bis heute erhalten.
Wegen der starken Industrialisierung Neunkirchens durch die Kohlegruben und die Hütte spielte der Bahnhof eine übergeordnete Rolle. 1955 gab es täglich bis zu 275 an- und abgehende Personenzüge, darunter vier Schnellzüge. Auch die Zahl der Güterzüge war sehr hoch. Im November 1965 gingen drei Gleisbildstellwerke der Bauart „SpDr S 60“ (Spurplan-Drucktasten-Stellwerk, Bauart Siemens 60) in Betrieb und lösten zehn mechanische und elektromechanische Stellwerke ab. Vom Stellwerk „Nof“ werden die Signale und Weichen des Bahnhofs Neunkirchen gestellt sowie die Stellwerke für die Bahnhöfe Dudweiler, Sulzbach, Friedrichsthal, Landsweiler-Reden und Bexbach ferngesteuert. Im Westteil des Bahnhofs, der Schlawerie, gab es ein eigenes Stellwerk namens „Nwf“, welches allein für die Strecke nach Heinitz, die Anschlüsse zur Hochofenanlage des Neunkircher Eisenwerkes und zur Grube König, die ehemalige Verbindungskurve nach Schiffweiler und den teilweise automatisierten Ablaufberg zuständig war, sowie ein mechanisches Wärterstellwerk namens „Nsw“, welches ebenfalls für die Hochofenanschlüsse sowie die Stichstrecke zur Grube König zuständig war. Ein drittes, wesentlich kleineres Stellwerk namens „No“ stand unter der Konrad-Adenauer-Brücke und wurde lediglich benutzt, wenn am kleineren Ablaufberg Richtung Homburg (Gleis 71) im Ablaufbetrieb rangiert wurde. Ein weiteres Stellwerk („Ne“) befindet sich im Anschluss der Saarstahl AG.
Am 13. Mai 1966 begann auch in Neunkirchen der elektrische Zugbetrieb auf der Strecke von Wemmetsweiler nach Homburg. 1963 wurde der Güterverkehr nach Heinitz eingestellt, 1970 der Gesamtverkehr zur Grube König.
Am 25. November 2011 kam es am Hauptbahnhof Neunkirchen zu Protesten gegen die Castor-Transporte. Zwar sollen sich an der Mahnwache nur wenige Personen beteiligt haben, jedoch wurden sieben Jugendliche festgenommen, die versucht haben sollen, die Gleise zu blockieren. Einer 41-jährigen Frau wurde zudem Widerstand gegen Vollstreckungsbeamte vorgeworfen.
Anfang 2015 wurde der Neunkircher Hauptbahnhof von der Bahnhofskategorie 4 zur Kategorie 3 (jetzt Preisklasse) hochgestuft.

## Bahnsteige
Nach dem Ausbau von 1914 gab es in Neunkirchen sechs Bahnsteige
- Bahnsteig 1: Für Züge in Richtung Homburg und von und nach Heinitz, heute Gleis 26 und 27
- Bahnsteig 2: Ankunft der Züge aus Richtung Homburg, heute Gleis 25
- Bahnsteig 3: Für Züge in Richtung St. Wendel/Bingen/Mainz/Frankfurt, heute Gleis 1
- Bahnsteig 4: Für Züge von und nach Saarbrücken (über die Sulzbachstrecke), heute Gleis 2 und 3
- Bahnsteig 5: Für Züge in Richtung Wemmetsweiler, Lebach und Saarbrücken (Fischbachstrecke) sowie in Richtung Ottweiler/St. Wendel, heute Gleis 4 (abgebaut) und 7 (Bahnsteig nicht genutzt, Gleis wird zum Abstellen der Triebfahrzeuge des EVU vlexx genutzt)
- Bahnsteig 6: Für Züge in verschiedene Richtungen (vermutlich für Züge nach Schwarzerden/Kusel (Ostertalbahn) und Tholey), für Leerparks und Gepäck-, Stück- und Expressgut, heute Gleise 8 und 9 (Die Gleise und das Bahnsteigfundament liegen noch. Die Gleise werden jedoch im Güterverkehr genutzt und der Bahnsteig ist seit der Inbetriebnahme der Drucktastenstellwerke außer Betrieb.)

## Fahrgastinformation
Der Bahnhof wurde ursprünglich mit doppelseitigen Zugzielanzeigern in Rollbandtechnik der Firma Karl Ott ausgestattet. Später wurden diese an den in Betrieb befindlichen Bahnsteigen durch Fallblattanzeiger ersetzt. Die Fallblattanzeiger blieben bis zum Austausch durch moderne LCD-Anzeiger am Bahnsteig erhalten, wobei die Geräte von Gleis 4 und 7 abgebaut wurden, als der Bahnsteig im Personenverkehr außer Betrieb genommen wurde.
Die Rollbandanzeiger beinhalteten einen Drehstrommotor und zwei magnetische Kupplungen für Vorwärts- und Rückwärtslauf. Die Positionierung des Bandes wurde über aufgedruckte, schwarze Streifen auf dem Band, sowie eine Photozelle und Glühbirne realisiert. Drehte sich das Band und ein schwarzer Streifen blockierte das Licht der Birne, das die Photozelle registrierte, „wusste“ eine Zentralschaltung, dass nun ein Feld im Sichtfenster des Anzeigers positioniert ist. Durch zählen dieser Impulse aus der Photozelle, konnten automatisch verschiedene Anzeigen im Sichtfenster positioniert werden. Eine einfache Verstärkerröhre verstärkte das Signal der Photozelle, um damit ein Relais anzusteuern, welches eben diese Signale an die Zentralsteuerung schickte. Zusätzlich zum Sichtfenster enthielten die Anzeiger auch eine Nebenuhr von T&N.
Die Steuerung der Fallblattanzeiger erfolgte mittels eines Computers im Stellwerk „Nof“, welcher über ein Modem mit den Bahnsteiganzeigern verbunden war. Die Anlage an Gleis 1 wurde, nachdem der Streckenabschnitt Türkismühle – Neubrücke elektrifiziert wurde und die Regionalbahnlinie Saarbrücken – Türkismühle nach Neubrücke verlängert wurde, nicht angepasst. Das Feld für den Endbahnhof blieb bei Fahrten, welche in Neubrücke endeten, entsprechend leer. Die Außerbetriebnahme der Zugzielanzeiger erfolgte ca. im Jahr 2018, nachdem sie über einen längeren Zeitraum nur noch „Bitte Ansage beachten“ anzeigten; Sie wurden zuerst durch einzeilige dynamische Schriftanzeiger ersetzt.
Etwa 2020 wurden neue LCD-Anzeigen installiert. Hierbei wurde auch erstmals eine Zugzielanzeige in der Eingangshalle des Empfangsgebäudes installiert.
Die akustische Reisendeninformation erfolgte bis zum Einbau der dynamischen Schriftanzeiger durch Lautsprecheransagen, welche durch den Fahrdienstleiter im Stellwerk „Nof“, ursprünglich auch durch die örtliche Bahnsteigaufsicht durchgeführt wurden. Die Lautsprecheranlage wurde, Stand Januar 2024, noch nicht abgebaut.

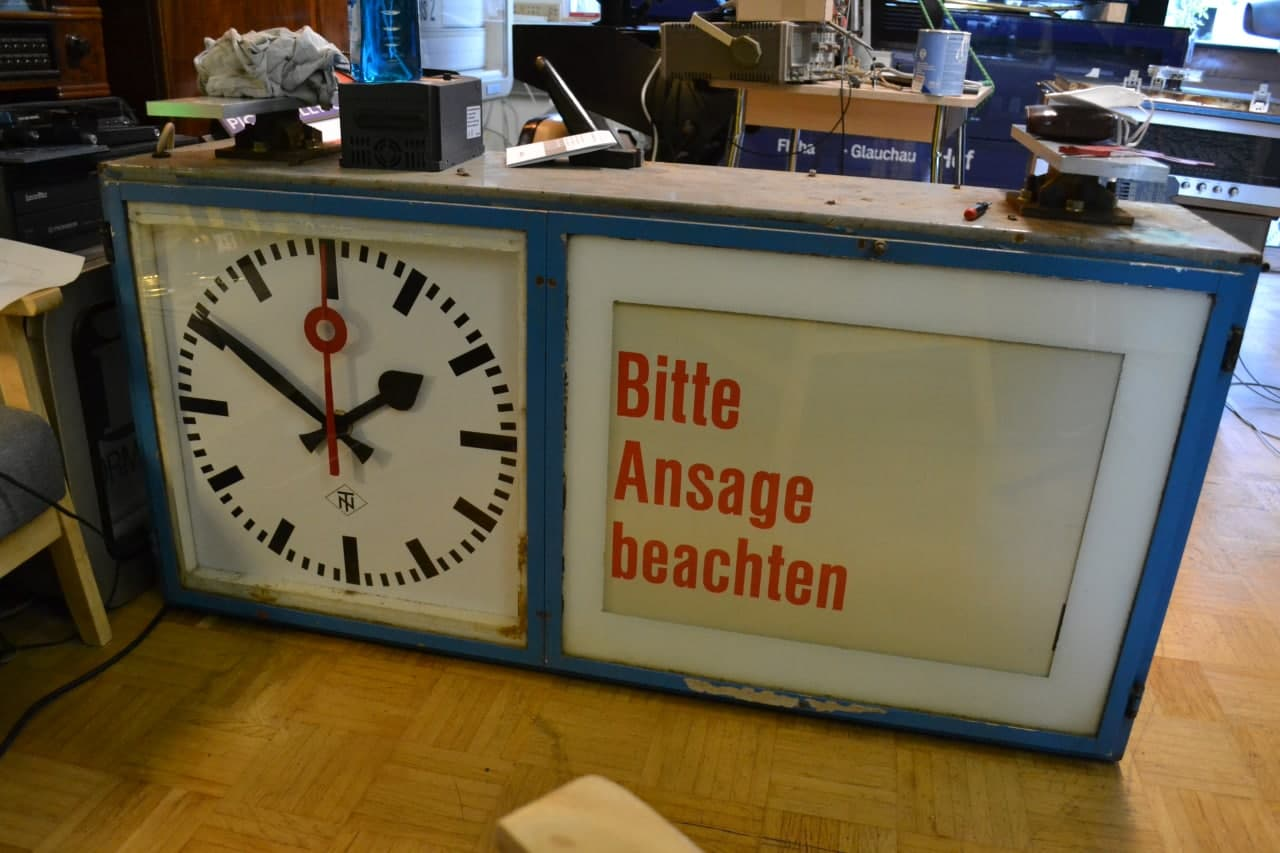
Rollbandanzeiger vom Gleis 4/7 in Neunkirchen mit Fahrplan vom Oktober 1990
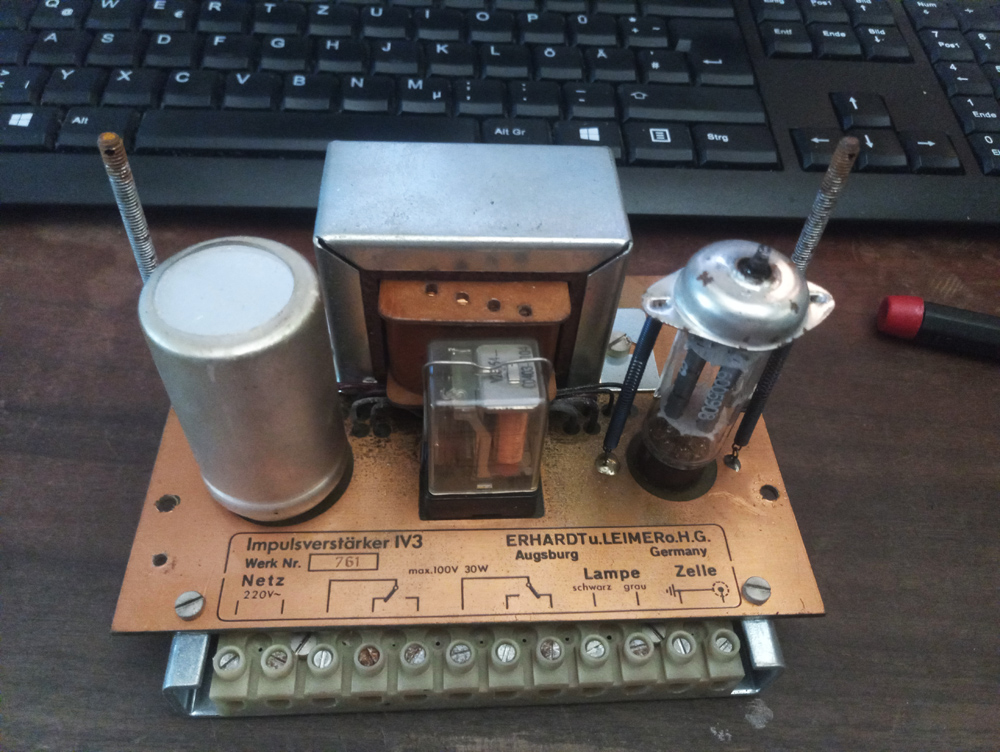
Impulsverstärker mit Elektronenröhre des ZZA
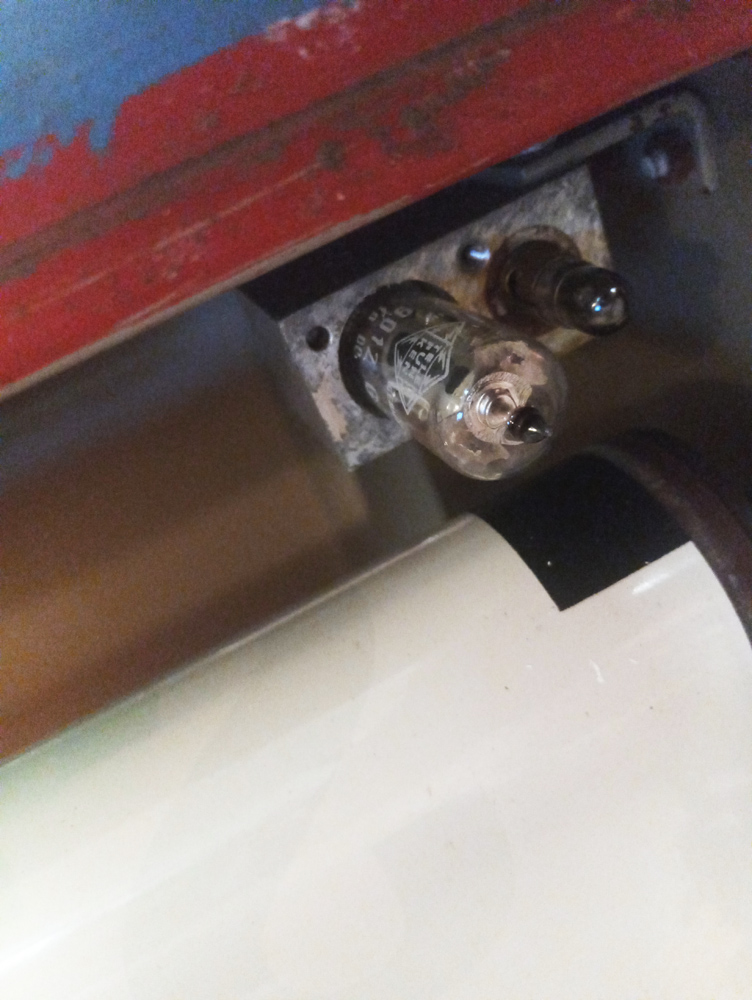
Photozelle, schwarzer Streifen und Glühbirne für Positionsregistrierung im ZZA
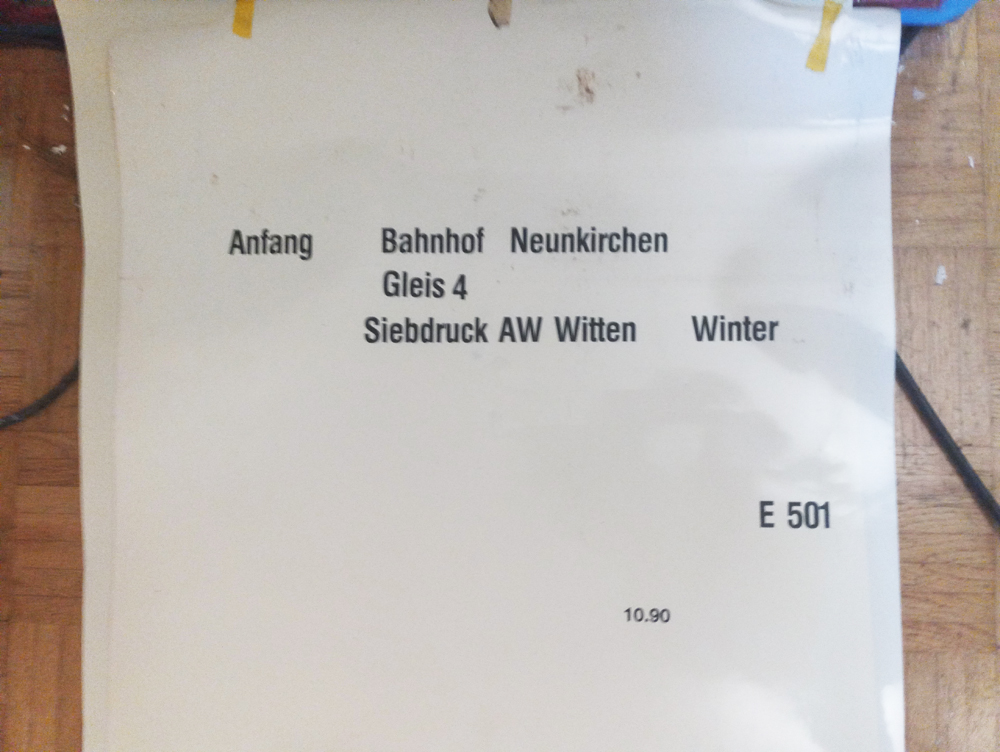
Anfang der Bandbedruckung Neunkirchen vom Oktober 1990
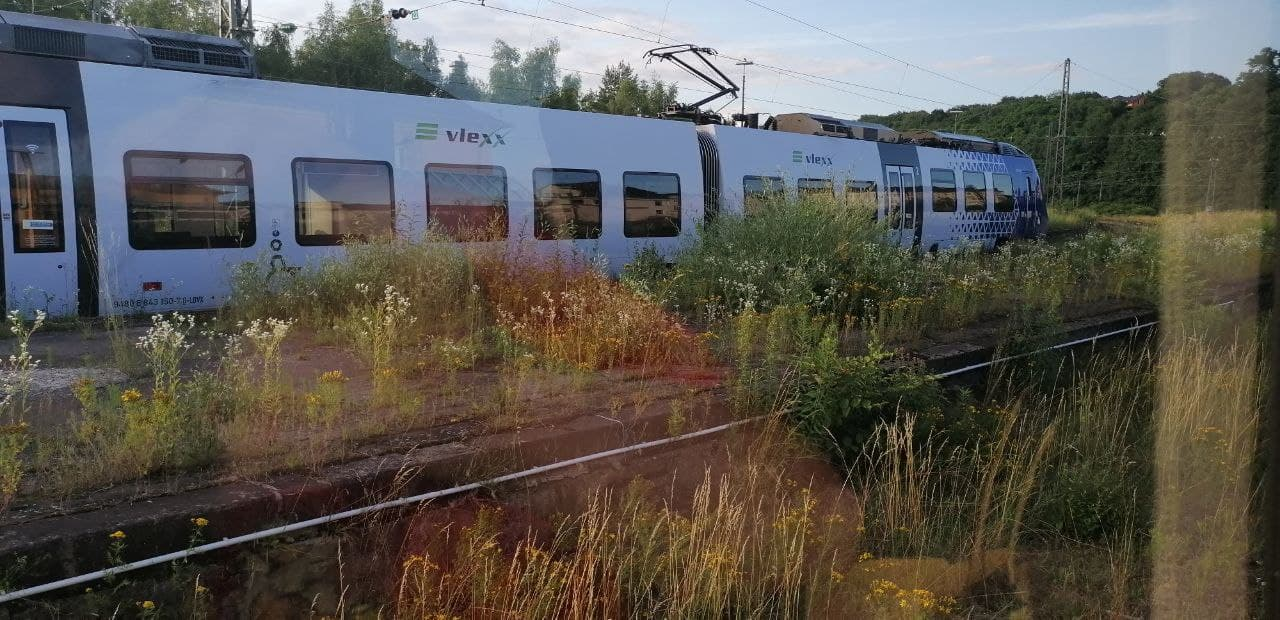
Überreste des Bahnsteiges Gleis 4/7 in Neunkirchen

## Situation heute
Nach dem Niedergang der Kohle- und Stahlindustrie in Neunkirchen wurden immer mehr Gleisanlagen stillgelegt. Von den vormals sechs Bahnsteigen sind nur noch vier in Betrieb. Auch der ehemalige Westteil, die „Schlawerie“ mit Einfahrgruppe und Ablaufberg sowie zugehörigem Drucktastenstellwerk „Nwf“ und die Strecke nach Heinitz, zu den Gruben König und Kohlwald wurden stillgelegt und abgebaut. Lediglich ein Teil der Anlagen des Westteils (die ehemalige Richtungsgruppe und ein Anschlussgleis) sind heute vorhanden, das Gebäude des Stellwerkes steht, ist jedoch dem Verfall preisgegeben. Größtenteils sind die ehemaligen Gleisanlagen zu erkennen.
Neunkirchen ist Durchgangsbahnhof für die Nahetalbahn von Saarbrücken nach Bingen (KBS 680), die Bahnstrecke Neunkirchen–Wemmetsweiler (KBS 683) und die Bahnstrecke von Illingen nach Homburg (KBS 683). Die Stadt Neunkirchen bemüht sich immer wieder, Anschluss an das Fernverkehrsnetz der DB zu erhalten. Bis zur beschlossenen Reaktivierung der Bahnstrecke Homburg – Zweibrücken schlug sie die Verlängerung der Linie S1 der S-Bahn Rhein-Neckar, deren Endpunkt derzeit Homburg ist, sowie die Führung einzelner Intercity- und Regional-Express-Verbindungen über Neunkirchen statt St. Ingbert, was eine Fahrzeitverlängerung von lediglich vier Minuten bedeuten würde. Dies geschieht bereits heute bei Bauarbeiten und Störungen, allerdings halten die Züge dann zwischen Homburg und Saarbrücken nicht.

## Verkehr

### Regionalverkehr
Stand März 2024 bedienten folgende Linien den Neunkirchener Hauptbahnhof:
| Linie                    | Zuglauf | Taktfrequenz                      |
| ------------------------ | --- | --------------------------------- |
| RE 3                     | Saarbrücken Hbf – Neunkirchen Hbf – St. Wendel – Neubrücke (Nahe) – Idar-Oberstein – Bad Münster a. St. – Bad Kreuznach – Mainz Hbf – Frankfurt-Flughafen Regionalbf – Frankfurt (Main) Hbf | 60 min (120 min Mainz–Frankfurt)  |
| RB 73                    | Saarbrücken Hbf – Neunkirchen Hbf – St. Wendel – Neubrücke (Nahe) | 60 min                            |
| RB 74                    | Illingen (Saar) – Wemmetsweiler Rathaus – Neunkirchen Hbf – Homburg Hbf | 20 min (60 min von/nach Illingen) |
| RB 76                    | Saarbrücken Hbf – Wemmetsweiler Rathaus – Neunkirchen Hbf – Homburg Hbf | 4× täglich                        |
| Stand: 15. Dezember 2024 | |                                   |